# سلطان بن تركي الثاني بن عبد العزيز آل سعود
الأمير سلطان بن تركي الثاني بن عبد العزيز آل سعود (مواليد 1968م) أحد أبناء الأمير تركي الثاني بن عبد العزيز آل سعود والأميرة نورة بنت عبد الله بن عبد الرحمن آل سعود.

## أسرته
- الأميرة نورة بنت عبد الله بن عبد العزيز آل سعود (متوفية).
- الأميرة سارة بنت محمد الأزمع أبوثنين السبيعي (مطلقة)
- الأميرة عهود بنت صنت بن بنين الذيابي العتيبي. وأنجبت له ابن وحيد وهو الأمير محمد.
- الأميرة البندري بنت فهد بن سعد آل كميهان العزة السبيعي (مطلقة)
- الأميرة نورة بنت علوش بن علي آل جفران العزة السبيعي (متوفية)

## وصلات خارجية
- سلطان بن تركي يتحدث للجزيرة 2004